# Прнар (Грчка)
Прнар (грч. Νέο Ρύσιο, Неа Рисио) је насељено место у општини Седес у периферији Средишња Македонија, Грчка. Према попису из 2021. године било је 2.845 становника.
Према бугарском географу и историчару, Василу Канчову, у Прнару је 1900. године живело 40 Словена хришћана. Током Балканских ратова село је настрадало а становништво је избегло. После 1922. године насељено је 150 грчких избегличких породица из Турске, укупно 597 особа. На попису из 1928. године Прнар је имао 499 становника.